# Липје (Сребреник)
Липје је насељено мјесто у граду Сребренику, Босна и Херцеговина.

## Историја
Липје је настало 1971. године издвајањем од насеља Сеона.

## Становништво
|             | 2013.        | 1991.         | 1981.         | 1971.         |
| Укупно      | 227 (100,0%) | 290 (100,0%)  | 306 (100,0%)  | 286 (100,0%)  |
| Бошњаци     | 222 (97,80%) | 284 (97,93%)1 | 291 (95,10%)1 | 278 (97,20%)1 |
| Босанци     | 3 (1,322%)   | –             | –             | –             |
| Остали      | 2 (0,881%)   | 2 (0,690%)    | –             | 1 (0,350%)    |
| Југословени | –            | 4 (1,379%)    | 15 (4,902%)   | –             |
| Хрвати      | –            | –             | –             | 7 (2,448%)    |

1. 1 На пописима од 1971. до 1991. Бошњаци су пописивани углавном као Муслимани.